# 卡爾·古斯塔夫·弗蘭格爾
卡爾·古斯塔夫·弗蘭格爾（Carl Gustaf Wrangel，1613年12月23日—1676年7月5日）是一位瑞典將領，是帝國時代的重要軍事領袖。他是瑞典國王卡爾十世·古斯塔夫的好友之一

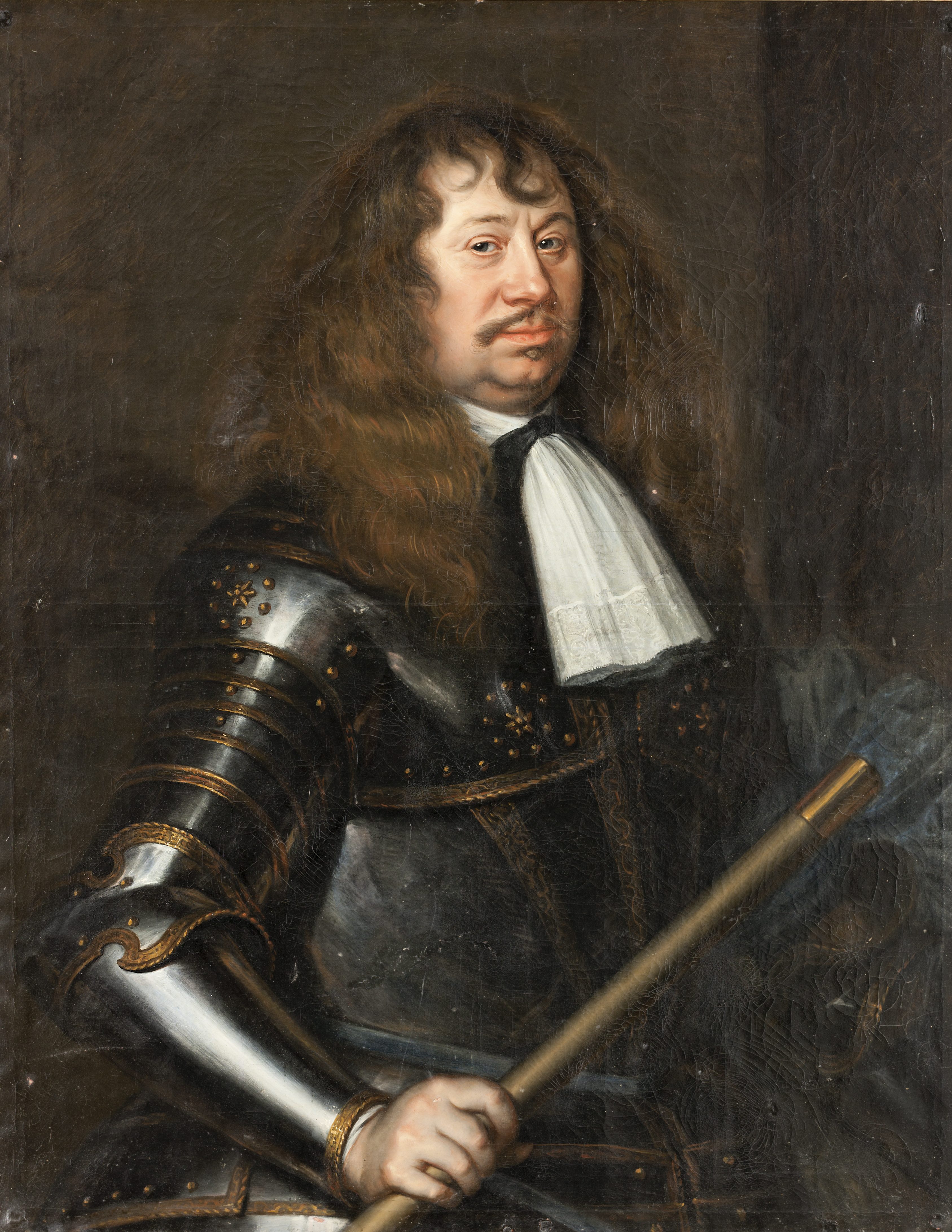
卡爾·古斯塔夫·弗蘭格爾

出生於烏普薩拉，卡爾·古斯塔夫·弗蘭格爾是波羅的海貴族弗蘭格爾家族的成員，在托爾斯騰森戰爭期間率領瑞典軍於費馬恩擊敗丹麥軍隊。第二次北方戰爭期間弗蘭格爾也有參戰，1659年佔領丹麥的朗厄蘭島。1664年起，弗蘭格爾擔任瑞典宮廷長官，直到1676年去世。